# Hammersbach (Grainau)

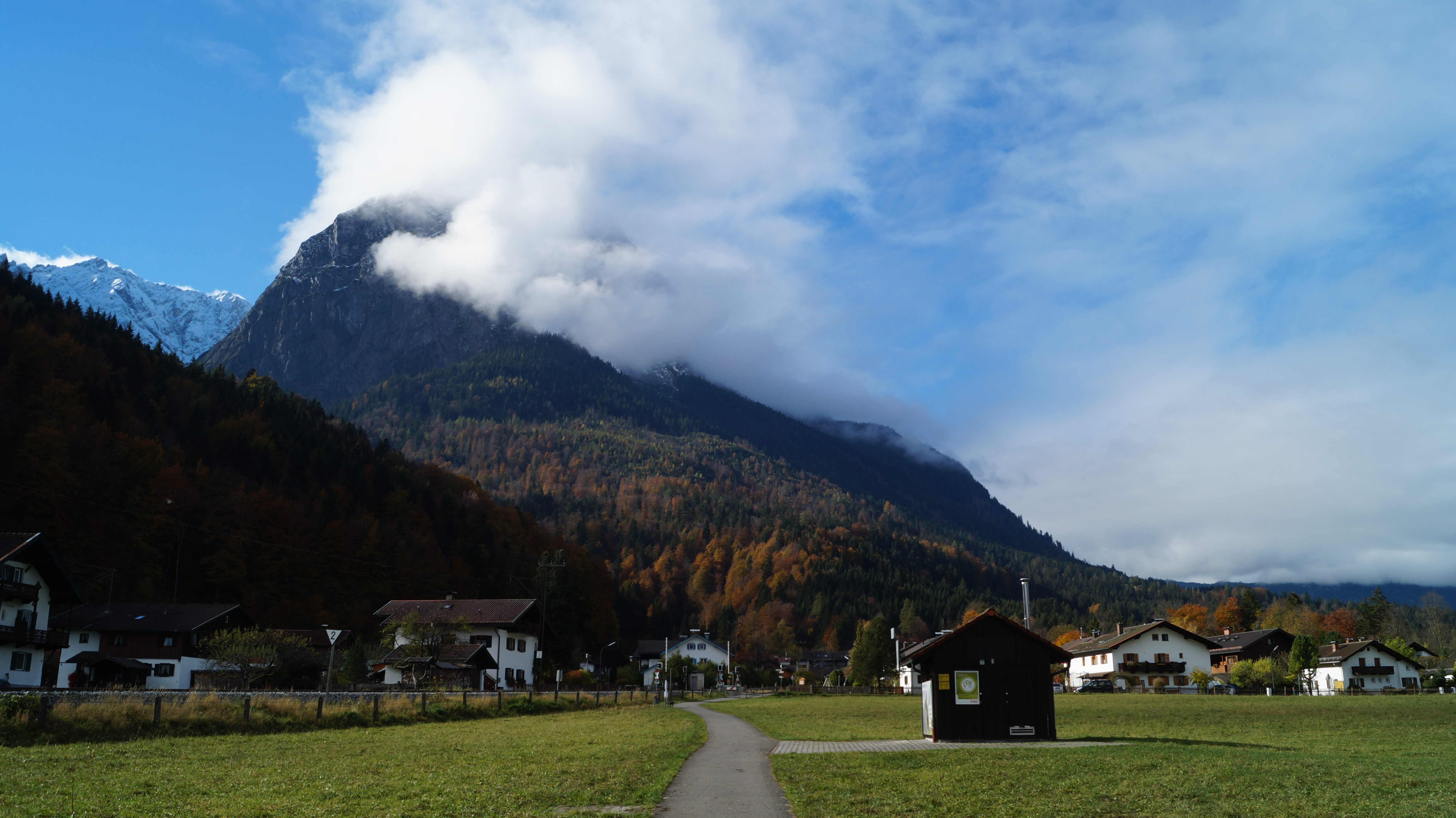
Hammersbach với đường xe lửa Zugspitzbahn và núi Waxenstein ở đằng sau.

Hammersbach  (758 m trên NHN) là một làng thuộc xã Grainau. Làng này nằm dưới chân dãy núi  Dãy núi Wetterstein là một điểm khởi hành được ưa thích cho các tuyến đi dạo hay leo núi.
Làng này được đặt tên theo suối Hammersbach cùng tên.
Trong làng có trạm xe của tuyến Bayerischen Zugspitzbahn. Cả xe Eibseebus, chạy từ  Garmisch-Partenkirchen, cũng dừng ở hammersbach. 

## Đường đi dạo
- Tuyến đi Eibsee và vòng lại: Từ Hammersbach đi trên đường đồi tới Eibseehotel, sau đó đi vòng quanh Eibsee rồi trở lại (khoảng 15 km/500 m khoảng cách độ cao). (tốt hơn đi từ nhà ga Grainau (không phải trả thêm tiền nếu mua vé Bayern-Ticket)
- Từ Hammersbach lên Höllentaleingangshütte (1.045 m), qua Höllentalklamm.
- Từ Höllentalangerhütte (1.387 m) tới Höllentor (2.050 m), rồi tiếp tục đi tới trạm xe cáp Osterfelderkopf.
- Từ Höllentalangerhütte qua Hupfleitenjoch (1.754 m) tới trạm xe cáp Kreuzeckhaus (1.650 m)
- Từ Hammersbach qua Waldeck (1.238 m) tới Kreuzjoch (1.719 m)